# Beč (Cerknica, Slovenija)
 Ovo je glavno značenje pojma Beč (Cerknica, Slovenija). Za druga značenja pogledajte Beč (razdvojba).
Beč je naselje u slovenskoj Općini Cerknici. Beč se nalazi u pokrajini Notranjskoj i statističkoj regiji Notranjsko-kraškoj. 

## Stanovništvo
Prema popisu stanovništva iz 2002. godine naselje je imalo 9 stanovnika.